# 박강현
박강현은 대한민국의 뮤지컬 배우 및 크로스오버 아티스트이다. 그는 1989년 12월 27일에 태어났으나, 주민등록상 생일은 1990년 2월 27일로 기록되어 있다. 2015년에 창작 뮤지컬 라이어타임으로 데뷔하였으며, 2017년 JTBC에서 남성 4중창 단원을 뽑는 오디션 프로그램 팬텀싱어 시즌2에 출연하여 김주택, 정필립, 한태인과 함께 크로스오버 팀 미라클라스를 이루어 결승에 진출하고 준우승하였다. 그는 또한 2023년 KBS2 TV의 가슴이 뛴다로 TV 드라마에 데뷔하였으며, 방탄소년단(BTS)의 프로듀서인 Pdogg과 작업하여 싱글 음반 "Magic"을 발표했다.

## 학력
- 덕원고등학교
- 성균관대학교 (연기예술학 학사)

## 뮤지컬
박강현은 한국콘텐츠진흥원 지원선정작 창작뮤지컬 라이어 타임의 주연으로 2015년 데뷔하였다. 후속작인 베어 더 뮤지컬오디션에서 그는 '매력적인 보이스로 크리에이티브 팀을 놀래키며' 캐스팅 되었고, 신인임에도 공연 기간 중에 심층 인터뷰 기사가 나오기도 했다. 그는 데뷔 이후 대학로와 대극장을 오가며 활발히 활동하다가, 2017년 JTBC의 오디션 프로그램인 팬텀싱어2에 참가하였다. 팬텀싱어2 출연을 통해 인지도를 쌓고 팬덤을 구축하였으며, 가창력을 대중에게 인정받는 계기가 되었다. 팬텀싱어 종료 후 관련 콘서트 및 결성된 크로스오버 그룹인 미라클라스 콘서트에 활발히 참여하면서도, 뮤지컬에 더욱 적극적으로 참여하여 단단한 포트폴리오를 구축하고 있다.
2017년부터 2024년에 이르는 기간 동안, 그는 광화문 연가, 웃는 남자 등의 창작 뮤지컬과 킹키 부츠, 엘리자벳, 엑스칼리버, 마리 앙투아네트, 모차르트!, 그레이트 코멧, 하데스타운, 웨스트 사이드 스토리, 멤피스, 디어 에반 핸슨 등의 라이선스 뮤지컬에 참여하며 대한민국 대극장 뮤지컬의 주역으로 활약하고 있다. 2024년 11월부터 뮤지컬 알라딘 한국 초연 공연에 알라딘 배역으로 출연중이다. 

### 가창력에 대한 비평
박강현은 "압도적인 가창력과 귀에 쏙쏙 박히는 발성" 및 "흔들림 없는 탄탄한 가창력"을 보여준다는 평을 들었다. 그의 고음은 "시몬스 창법"이라 불릴 만큼 편안하고 흔들리지 않는다는 평가를 받고 있다. 시몬스의 광고 슬로건인 "흔들리지 않는 편안함," 즉 "unwavering comfort"는 그의 별명 "뮤지컬계의 시몬스"를 잘 설명한다. 이 별명은 높은 음역의 어려운 동선을 소화하면서도 흔들리지 않고 넘버의 난이도가 높을수록 빛을 발하는 그의 가창력을 묘사한다. 박강현은 대한민국 뮤지컬의 기대주로 꼽히며, 넓은 음역대에서 성악톤을 포함한 다양한 발성을 소화할 수 있다는 평을 받았다. 신영숙은 그의 가창력에 대해 다음과 같이 말했다. "저는 박강현의 목소리를 너무 사랑해요. (중략) 강현이는 대스타가 될 친구니까 성장하는 것을 지켜보며 팬의 마음을 갖고 있어요. 듣기 편안하다고 별명이 시몬스잖아요. 목소리가 오버 없고 편안하고 담백한데 에너지가 있는, 그게 가장 큰 장점이에요."

### 연기력에 대한 비평

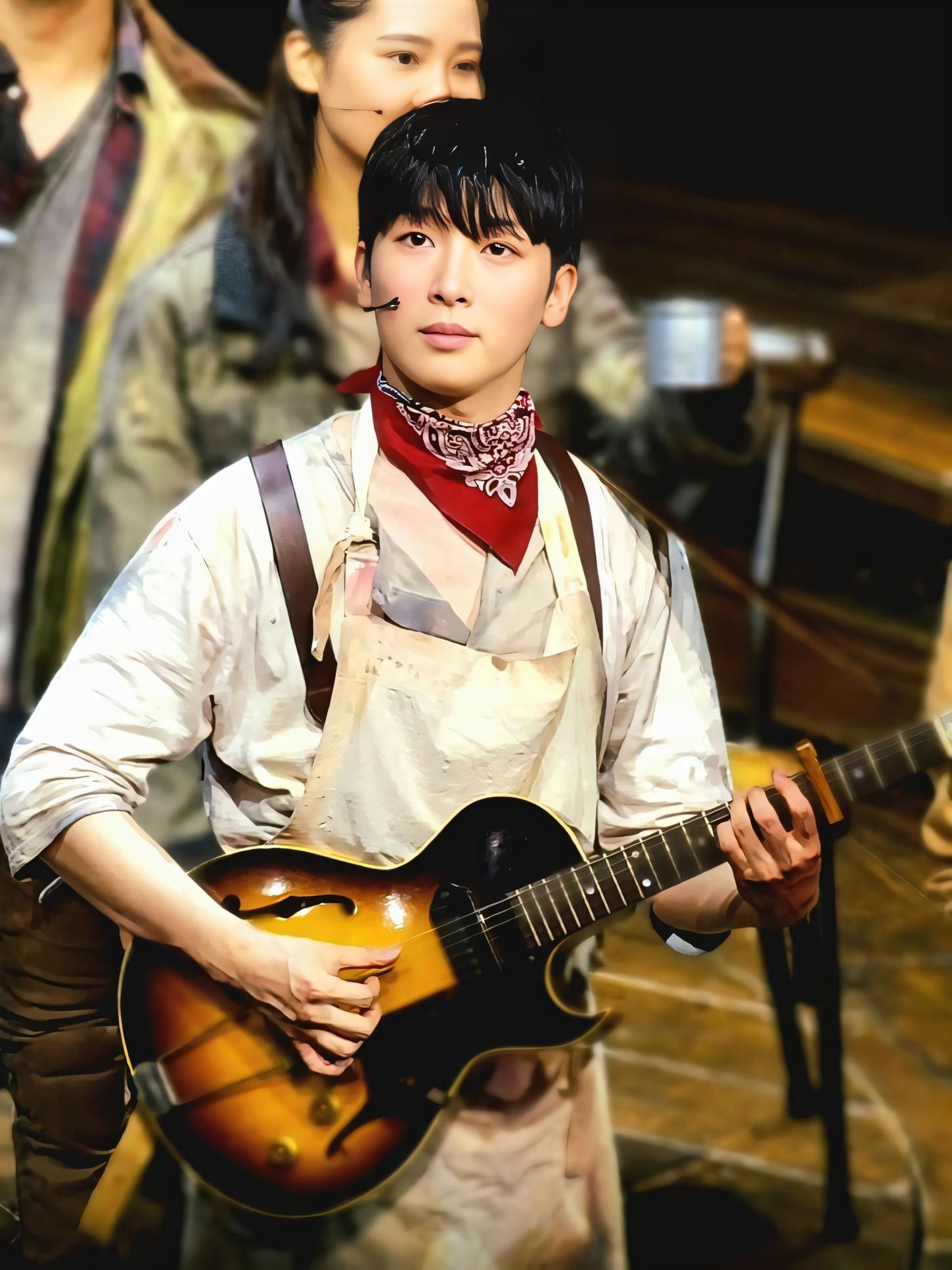
박강현, 하데스타운 커튼콜 데이, 2024년 7월 샤롯데씨어터

또한 박강현은 ‘뛰어난 캐릭터 소화력’을 보이며, 내면의 순수함과 ‘캐릭터의 순결함을 가장 잘 전달하며, 아름다운 방식으로 그냥 캐릭터 자체가 돼버린다’는 평을 받았다. 멤피스의 휴이 역할에서는 ‘자신감 넘치지만 어딘가 철이 없는 청년으로 완벽 변신했다. 능청맞고 잔망스럽게, 위트 있는 말솜씨로 매력 넘치는 캐릭터를 선보였다’는 평을 들었다. 후속작인 디어 에반 핸슨에서는 ‘목소리도 여리고 불안한’ 캐릭터를 표현하며, ‘진성과 가성을 자유자재로 컨트롤하며 완벽한 넘버 소화력을 보여주고 불안한 눈빛부터 기가 죽은 듯 한껏 움츠러든 몸짓의 에반 핸슨’으로 변신했다는 평을 들었다.
그는 2015년 데뷔 이후 매년 1-4 건의 뮤지컬 공연을 소화하며, 2017년 신인상부터 2022년 남자주연상을 수상하기까지 성장하여, 2024년 시점에 강한 티켓 파워를 가진 뮤지컬 배우로 꼽히고 있다. 박강현의 뮤지컬 공연 목록은 아래와 같다.

### 뮤지컬 공연 목록
| 시작일     | 종료일     | 제목                 | 배역            | 공연 장소             |
| ---------- | ---------- | -------------------- | --------------- | --------------------- |
| 2015-10-23 | 2015-11-15 | 라이어 타임          | 단테            | 아트원씨어터 2관      |
| 2016-06-29 | 2016-09-04 | 베어 더 뮤지컬       | 피터            | 두산아트센터 연강홀   |
| 2016-12-20 | 2017-02-12 | 인 더 하이츠         | 베니            | 예술의전당 CJ토월극장 |
| 2017-06-24 | 2017-09-17 | 이블 데드            | 애쉬            | 유니플렉스 1관        |
| 2017-11-10 | 2017-11-17 | 칠서                 | 광해군          | 충무아트센터 대극장   |
| 2017-12-15 | 2018-01-14 | 광화문 연가          | 젊은 명우       | 세종문화회관 대극장   |
| 2018-01-31 | 2018-04-01 | 킹키 부츠            | 찰리            | 블루스퀘어 인터파크홀 |
| 2018-07-08 | 2018-08-26 | 웃는 남자            | 그윈플렌        | 예술의전당 오페라극장 |
| 2018-09-05 | 2018-11-04 | 웃는 남자            | 그윈플렌        | 블루스퀘어 인터파크홀 |
| 2018-11-17 | 2018-02-10 | 엘리자벳             | 루이지 루케니   | 블루스퀘어 인터파크홀 |
| 2019-06-15 | 2019-08-04 | 엑스칼리버           | 랜슬럿          | 세종문화회관 대극장   |
| 2019-08-24 | 2019-11-17 | 마리 앙투아네트      | 악셀 폰 페르젠  | 디큐브아트센터        |
| 2020-01-09 | 2020-03-01 | 웃는 남자            | 그윈플렌        | 예술의전당 오페라극장 |
| 2020-06-16 | 2020-08-20 | 모차르트!            | 볼프강 모차르트 | 세종문화회관 대극장   |
| 2021-03-20 | 2021-05-30 | 그레이트 코멧        | 아나톨          | 유니버설아트센터      |
| 2021-09-07 | 2022-02-27 | 하데스타운           | 오르페우스      | LG아트센터            |
| 2022-06-10 | 2022-08-22 | 웃는 남자            | 그윈플렌        | 세종문화회관 대극장   |
| 2022-11-17 | 2023-02-26 | 웨스트 사이드 스토리 | 토니            | 충무아트센터 대극장   |
| 2023-07-20 | 2023-10-22 | 멤피스               | 휴이            | 충무아트센터 대극장   |
| 2024-03-28 | 2024-06-23 | 디어 에반 핸슨       | 에반 핸슨       | 충무아트센터 대극장   |
| 2024-07-04 | 2024-07-21 | 디어 에반 핸슨       | 에반 핸슨       | 드림씨어터, 부산      |
| 2024-07-12 | 2024-10-06 | 하데스타운           | 오르페우스      | 샤롯데씨어터          |
| 2024-11-22 | 2025-06-22 | 알라딘               | 알라딘          | 샤롯데씨어터          |
| 2025-07-11 | 2025-09-28 | 알라딘               | 알라딘          | 드림씨어터, 부산      |
| 2025-06-17 | 2025-09-21 | 멤피스               | 휴이            | 충무아트센터 대극장   |

## 연극
| 시작일     | 종료일     | 제목     | 배역     | 공연 장소        |
| ---------- | ---------- | -------- | -------- | ---------------- |
| 2017-03-05 | 2017-05-28 | 나쁜자석 | 프레이저 | 아트원씨어터 1관 |

## 영화
- 2013년 성균관대학교 제9회 Fried Screen 《러브모텔 잔혹사》
- 2013년 《증언》

## 팬텀싱어

### 팬텀싱어 2 (2017)
신인 뮤지컬 배우 박강현은 팬텀싱어 2 첫 오디션 곡으로 뮤지컬 스칼렛 핌퍼넬의 넘버인 ‘She was there'를 불렀으며 이때 분 당 최고 시청률을 기록했다. 이충주와 듀엣으로 부른 ’꽃이 피고 지듯이‘는 듀엣 경연 전체 1위를 기록했다. 트리오 및 쿼텟 팀 미션에서 다소 부진했으나, 결승 진출자 12인에 들어갔고, 본인의 희망과 프로듀서의 멤버 배치 결과 결승에서 김주택, 정필립, 한태인과 쿼텟을 결성하게 되었다. 포레스텔라 또는 에델 라인클랑과 달리 박강현이 속하게 된 결승 쿼텟 팀에는 처음 함께 노래하게 된 멤버 다수가 포함되었다. 팀원인 정필립의 제안으로 ’미라클‘과 ’클라스‘를 조합하여 미라클라스로 팀명을 결정하여 '기적의 하모니', '기적적인 탁월한 음악의 재해석'이라는 의미를 부여하였다. 미라클라스는 2차에 걸친 결승 무대 결과 결승에서 경연한 세 팀 중에 준우승을 차지하였다.

### 팬텀싱어 올스타전 (2021)
결승 무대 직전에 결성된 미라클라스는 팬텀싱어 2에서 결승곡 4곡만 들려줄 수 있었다. 코로나 19 기간 동안 방영된 팬텀싱어 올스타전은 미라클라스에게는 또 하나의 기회가 되었다. 팬텀싱어 올스타전은 모든 오프라인 공연이 취소되었던 코로나 19 기간 동안 녹화가 진행되어 시즌 1, 2, 3의 결승에 진출한 9팀 전원이 참가했다. 미라클라스는 첫 미션에서 9팀 중 MVP를 차지했고, 팀 지목전, 솔로전, 시즌 대항전, 장르전, 귀호강 끝판왕전에서 다양한 노래를 들려주며 여러 차례 승리를 거두며 선전하였다.

### 팬텀싱어 4 (2023)
팬텀싱어 2에 심사를 받기 위해 참가했던 박강현은 6년 만에 프로듀서로 팬텀싱어 4에 참가하였다. 팬텀싱어에서는 경연자들의 팀 결성, 곡 선정 등을 돕고 당락을 결정할 수 있는 출연자를 프로듀서라고 칭했으며, 시즌에 따라 성악, 대중음악, 기악, 작곡, 작사, 공연 예술계의 전문가로 프로듀서 진을 구성했다. 박강현은 팬텀싱어 경연 참가자 출신 최초의 프로듀서이며, 경연자의 심리상태, 마이크 사용법, 팀의 조화를 찾는 법 등 실전에 유용한 심사평을 했다.

## 미라클라스
본문: 미라클라스 문서
크로스오버 그룹 미라클라스는 김주택, 정필립, 박강현, 한태인으로 구성되어 있다. 2017년 9월 26일 팀 결성 이후 미라클라스는 2018년 ’로만티카‘ 앨범을 발매하였고 팬텀싱어 관련 콘서트에 활발히 참여했을 뿐 아니라, 미라클라스 공연도 다수 개최하고 있다.  또한 자체 콘텐츠인 유튜브채널 ‘저스트텐미닛‘을 2021년에 개설하여 현재까지 팬과 소통하고 있다. 미라클라스는 각 멤버의 음악적 성향이 뚜렷하고 섞였을 때 팀의 색채가 나오는 팀으로, 제작자인 멕시코미니오이가 감각적으로 팀의 결속력과 멤버 간의 우정을 확인할 수 있는 콘텐츠를 개발하여 2024년 6월 현재 유튜브 채널은 시즌5에 이르고 있다.

## TV와 미디어
미라클라스 멤버로서의 활동: 미라클라스 문서

### TV
| 년도 | 방송사     | 제목                  | 역할     | 비고                               |
| ---- | ---------- | --------------------- | -------- | ---------------------------------- |
| 2017 | JTBC       | 팬텀싱어 2            |          | 고정 출연                          |
| 2018 | MBC every1 | 비디오스타            |          | 88회                               |
| 2019 | KBS 2TV    | 연예가중계            |          | 1766회                             |
| 2019 | KBS 2TV    | 열린음악회            |          | 1262회                             |
| 2020 | KBS 2TV    | 열린음악회            |          | 1288회                             |
| 2020 | TV CHOSUN  | 스타다큐 마이웨이     |          | 202회                              |
| 2021 | JTBC       | 팬텀싱어 올스타전     |          | 고정 출연                          |
| 2021 | KBS 2TV    | 사장님 귀는 당나귀 귀 |          | 104회-106회                        |
| 2023 | JTBC       | 팬텀싱어 4            | 프로듀서 | 고정 출연                          |
| 2023 | KBS 2TV    | 가슴이 뛴다           | 신도식   | 주연, 16부작 드라마, OST "Vampire" |
| 2023 | SBS        | SBS 나이트라인 초대석 |          | 유튜브 아이콘                      |

### 라디오
| 방송일                 | 방송사      | 프로그램명                          | 비고                                             |
| ---------------------- | ----------- | ----------------------------------- | ------------------------------------------------ |
| 2017-08-12             | SBS 파워 FM | 두시탈출 컬투쇼                     | 뮤지컬 이블데드팀                                |
| 2018-06-05             | SBS 파워 FM | 박소현의 러브게임                   |                                                  |
| 2018-06-27             | KBS cool FM | 설레는 밤, 김예원입니다             |                                                  |
| 2019-09-23             | SBS 파워 FM | 김창열의 올드스쿨                   | 뮤지컬 마리 앙투아네트의 김소현 배우와 동반 출연 |
| 2021-07-02             | SBS 파워 FM | 박소현의 러브게임                   |                                                  |
| 2021-10-18             | NOW         | 커튼콜                              |                                                  |
| 2021-11-08             | SBS 파워 FM | 박하선의 씨네타운                   |                                                  |
| 2023-01-12             | KBS cool FM | 이기광의 가요광장                   |                                                  |
| 2023-11-20, 2023-11-27 | KBS cool FM | [STATION-Z] 박강현의 '자정의 속삭임 |                                                  |
| 2024-04-02             | MBC FM4U    | 이석훈의 브런치카페                 |                                                  |
| 2025-01-09             | SBS 파워FM  | 박하선의 씨네타운                   | 뮤지컬 알라딘 정원영, 민경아 배우와 동반 출연    |

## 콘서트
미라클라스 활동은 미라클라스 문서로
박강현은 콘서트에서 뮤지컬 넘버, 가요, 팝 등 다양한 노래를 선보였다. 뮤지컬 관련 콘서트에 다수 참여하였으며, 영화음악 콘서트에도 참여했다. 첫 단독 콘서트 MElody in blue를 2019년 개최하였으며, 그 이후에는 미라클라스 활동을 포함하여 뮤지컬 관련 콘서트에 집중하고 있다.
| 년도 | 제목                                                      | 장소                           | 비고                          |
| ---- | --------------------------------------------------------- | ------------------------------ | ----------------------------- |
| 2016 | 유메토모 한국 특별 콘서트                                 | 백암아트홀                     |                               |
| 2016 | <이야기쇼 못 갔니> 토크 콘서트                            | 레드빅스페이스                 | with 박진상, 안재영           |
| 2017 | I'mstargram                                               | 광림아트센터 BBCH홀            | with 더프로액터즈 배우들      |
| 2017 | 펠리스나비다 (Feliz Navidad)                              | 롯데콘서트홀                   | 팬텀싱어 출신 뮤지컬 배우들   |
| 2018 | 정서진 피크닉 클래식                                      | 인천 청라호수공원              |                               |
| 2019 | 성동구 두모포 뮤지컬 페스티벌                             | 옥수역 한강공원                |                               |
| 2019 | 웃는남자 콘서트                                           | 도쿄 일본 청년관               | 웃는남자 일본 수출기념 콘서트 |
| 2019 | MElody in blue                                            | 블루스퀘어 아이마켓홀          | 첫 솔로 콘서트                |
| 2020 | 스테이지 콘서트 Vol.2 뮤지컬 <지저스 크라이스트 수퍼스타> | LG아트센터                     | 유다 역                       |
| 2020 | 제14회 DIMF 개막 콘서트 [DIMF ON-TACT]                    | 대구오페라하우스               | 온라인 콘서트                 |
| 2020 | 2020 슈퍼쇼                                               | 인천 중구문화회관              |                               |
| 2021 | 헐리우드 인 클래식 콘서트                                 | 롯데콘서트홀                   | 위필하모닉 오케스트라         |
| 2021 | 2021 SOMEDAY THEATRE CANTABILE #2                         | 롯데콘서트홀                   | 조형균, 손태진                |
| 2021 | 엔니오 모리꼬네 영화음악 콘서트                           | 롯데콘서트홀                   | 위필하모닉 오케스트라         |
| 2021 | 조강태 콘서트                                             | 블루스퀘어 마스터카드홀        | 조형균, 손태진                |
| 2021 | 헐리우드 인 크리스마스                                    | 롯데콘서트홀                   | 위필하모닉 오케스트라         |
| 2021 | 헐리우드 영화음악 콘서트 in 부산                          | 드림씨어터                     | 김주택, 위필하모닉 오케스트라 |
| 2022 | 헐리우드 영화음악 콘서트 in 부산                          | 드림씨어터                     | 김주택, 위필하모닉 오케스트라 |
| 2024 | 'The March' 갈라 콘서트                                   | 롯데콘서트홀                   | 더 마치' 창단 기념            |
| 2024 | IN:JOY DAY                                                | 성신여대 운정그린캠퍼스 대강당 | 첫 단독 팬미팅                |
| 2025 | MELODY IN BLUE ep.2                                       | 세종대학교 대양홀              |                               |

## 음반
데뷔 이후 박강현은 참여음반과 뮤직비디오를 통해 뮤지컬 넘버와 팬텀싱어에서 부른 음원을 발표해오고 있었는데, 2023년 드라마에 처음 출연하면서 드라마의 배경음악인 ‘Vampire’의 음원이 나왔다. 또한 BTS와의 광범위한 작업으로 잘 알려진 음악 프로듀서 Pdogg과 협력하여 M SOUND CLOUD를 통해 싱글 앨범을 제작하여 박강현의 첫 솔로 앨범 "MAGIC"이 탄생했다.

### 싱글앨범
| 제목    | 년도 | 세부사항 |
| ------- | ---- | --- |
| Vampire | 2023 | 가슴이 뛴다 (Original Television Soundtrack) - KBS 2TV 드라마                                                 |
| MAGIC   | 2023 | Music Collaboration-MAGIC - M SOUND CLOUD Project - Composed and Lyrics by Pdogg / ReRe / BLVSH / Chris James |

### 참여음반
| 제목                  | 년도 | 세부사항 |
| --------------------- | ---- | --- |
| "작은씨앗"            | 2017 | 나쁜자석 OST - 기획: 악어컴퍼니 - 발매: 사운드펍 - 아티스트: 강정우, 문태유, 박강현, 박은석, 배두훈, 손유동, 송광일, 안재영, 오승훈, 우찬, 이창엽, 최용식                   |
| "튤립"                | 2017 | 나쁜자석 OST - 기획: 악어컴퍼니 - 발매: 사운드펍 - 아티스트: 강정우, 문태유, 박강현, 박은석, 배두훈, 손유동, 송광일, 안재영, 오승훈, 우찬, 이창엽, 최용식                   |
| "태풍"                | 2019 | 뮤지컬 엑스칼리버 공연실황 앨범 - Universal Music - EMK 뮤지컬컴퍼니 - 아티스트: 카이, 김준수, 도겸, 엄기준, 이지훈, 박강현, 신영숙, 장은아, 김준현, 손준호, 김소향, 민경아 |
| "이게 바로 끝"        | 2019 | 뮤지컬 엑스칼리버 공연실황 앨범 - Universal Music - EMK 뮤지컬컴퍼니 - 아티스트: 카이, 김준수, 도겸, 엄기준, 이지훈, 박강현, 신영숙, 장은아, 김준현, 손준호, 김소향, 민경아 |
| "더 깊은 침묵"        | 2019 | 뮤지컬 엑스칼리버 공연실황 앨범 - Universal Music - EMK 뮤지컬컴퍼니 - 아티스트: 카이, 김준수, 도겸, 엄기준, 이지훈, 박강현, 신영숙, 장은아, 김준현, 손준호, 김소향, 민경아 |
| "없는 사랑"           | 2019 | 뮤지컬 엑스칼리버 공연실황 앨범 - Universal Music - EMK 뮤지컬컴퍼니 - 아티스트: 카이, 김준수, 도겸, 엄기준, 이지훈, 박강현, 신영숙, 장은아, 김준현, 손준호, 김소향, 민경아 |
| "나는 나는 음악"      | 2020 | 뮤지컬 모차르트! 10주년 기념공연 리패키지 앨범 - 기획: EMK뮤지컬컴퍼니 - 아티스트: 김준수, 박강현, 김소향, 김연지, 민영기, 손준호, 신영숙, 김소현                           |
| "내 운명 피하고 싶어" | 2020 | 뮤지컬 모차르트! 10주년 기념공연 리패키지 앨범 - 기획: EMK뮤지컬컴퍼니 - 아티스트: 김준수, 박강현, 김소향, 김연지, 민영기, 손준호, 신영숙, 김소현                           |
| "Because We Believe"  | 2020 | 팬텀싱어 올스타전, 에피소드 7 - JTBC (TV 프로그램) - 아티스트: 김동현, 안세권, 박강현, 정필립                                                                               |

### 뮤직비디오
| 제목                                                                                               | 년도 | 채널                    |
| -------------------------------------------------------------------------------------------------- | ---- | ----------------------- |
| 2016 베어 더 뮤지컬 bare the musical - 'Best kept secret' MV (피터'박강현', 제이슨'서경수')        | 2016 | SHOWPLAY                |
| 2016 베어 더 뮤지컬 bare the musical - See Me 피터 '박강현', 클레어 '백주희'                       | 2016 | SHOWPLAY                |
| [뮤지컬 웃는 남자] 박강현, 민경아 '나무 위에 천사' MV                                              | 2018 | EMK MUSICAL             |
| [#뮤지컬광화문연가] 박강현의 애절한 목소리로 떠나는 추억여행🌻 2017 광화문연가 ‘해바라기’          | 2020 | 씨뮤 by CJ ENM MUSICAL  |
| [킹키부츠] 박강현 찰리의 고음폭발🔥 'SOUL OF A MAN'｜뮤지컬 킹키부츠 KINKY BOOTS                   | 2020 | 씨뮤 by CJ ENM MUSICAL  |
| [풀버전] 뮤지컬 라이징 스타 박강현 ′She was there′♪ 팬텀싱어2 1회                                  | 2020 | JTBC Entertainment      |
| [#리플레이모차르트!] 시츠프로브 LIVE ♬ '나는 나는 음악' 박강현                                     | 2020 | EMK MUSICAL             |
| 뮤지컬 배우 박강현의 #가을빛라이브🍂 [디어 에반 핸슨] - WAVING THROUGH A WINDOW, YOU WILL BE FOUND | 2021 | 딩고 뮤직               |
| [We Concert] 헐리우드 영화음악 콘서트 미리듣기 (with 뮤지컬 배우 #박강현)                          | 2021 | 라이브러리컴퍼니        |
| [디어 에반 핸슨] 'You Will Be Found' 한국어 버전 MV 풀버전                                         | 2021 | 유니버설 픽쳐스         |
| [제3회 한국뮤지컬어워즈] 축하공연 #6 뮤지컬 웃는 남자 - 박강현                                     | 2021 | 한국뮤지컬어워즈        |
| [#하데스타운] 한국어 음원 Epic III 두 번째 뮤직비디오 공개 (song by 박강현)                        | 2021 | clipservice             |
| [22웨스트사이드스토리] Something's coming \| 박강현 with The PIT Orchestra M/V                     | 2022 | 쇼노트                  |
| [#리플레이웃남] '난 더 높이 올라갈 거야' 행복할 권리 (The Right To Be Happy) - 박강현 & 민영기     | 2022 | EMK MUSICAL             |
| [#리플레이웃남] '난 결백해, 맹세해요' 말도 안 돼 (It Is Not True!) - 박강현 & 이상준               | 2022 | EMK MUSICAL             |
| 박강현 - Music Collaboration-MAGIC [Music Video]                                                   | 2023 | 워너뮤직 코리아         |
| [M/V] 박강현 - Vampire:: 가슴이 뛴다(Heartbeat) OST Part.5                                         | 2023 | 모스트콘텐츠            |
| [디어에반핸슨] Waving Through a Window #박강현｜이어폰 필수🎧                                      | 2024 | S&Co                    |
| [UMAKE.ZIP] #디어에반핸슨 (Dear Evan Hasen) 'FOR FOREVER'│#박강현 팬미팅 IN:JOYDAY                 | 2024 | 유메이크컴퍼니          |
| [UMAKE.ZIP] 박강현 - 'MAGIC' (M Cloud-Collaboration) │박강현 팬미팅 IN:JOYDAY                      | 2024 | 유메이크컴퍼니          |
| [뮤지컬 알라딘 2025] 박강현 – Proud of Your Boy                                                    | 2025 | Musical Aladdin, Disney |

## 수상 경력
박강현은 2017년 인 더 하이츠, 이블데드, 칠서에서의 연기로 SACA 최고의 뮤지컬 배우 남우신인상을 수상했다. 2018년 웃는 남자의 그윈플렌 배역으로 예그린 뮤지컬 어워드 남우신인상을 수상했다. 엑스칼리버에서 랜슬럿을 연기하여 2019년 SACA 최고의 뮤지컬 배우와 2020년 한국뮤지컬어워즈 남자조연상을 수상했다. 또한 2022년 하데스타운에서 오르페우스를 연기하여 제6회 한국뮤지컬어워즈 남우주연상 및 제16회 DIMF AWARDS 올해의 스타상을 수상했다. 2024년 멤피스의 휴이 칼훈 배역으로 한국뮤지컬어워즈 남우주연상 후보로 올라갔다.
| Year | Award                    | 항목          | 작품명                        | 역할                        | 결과 |
| ---- | ------------------------ | ------------- | ----------------------------- | --------------------------- | ---- |
| 2017 | SACA 최고의 뮤지컬 배우  | 남자신인상    | 인 더 하이츠, 이블 데드, 칠서 | 베니, 애쉬, 광해            | 수상 |
| 2018 | 제7회 예그린뮤지컬어워드 | 남자신인상    | 웃는 남자                     | 그윈플렌                    | 수상 |
| 2019 | 제13회 DIMF AWARDS       | 올해의 신인상 | 엘리자벳                      | 루이지 루케니               | 수상 |
| 2019 | SACA 최고의 뮤지컬 배우  | 남자조연상    | 엑스칼리버, 마리 앙투아네트   | 랜슬럿, 악셀 폰 페르젠 백작 | 수상 |
| 2020 | 제4회 한국뮤지컬어워즈   | 남자조연상    | 엑스칼리버                    | 랜슬럿                      | 수상 |
| 2022 | 제6회 한국뮤지컬어워즈   | 남자주연상    | 하데스타운                    | 오르페우스                  | 수상 |
| 2022 | 제16회 DIMF AWARDS       | 올해의 스타상 | 하데스타운                    | 오르페우스                  | 수상 |
| 2024 | 제8회 한국뮤지컬어워즈   | 남자주연상    | 멤피스                        | 휴이 칼훈                   | 후보 |

## 팬덤
박강현의 팬카페 명은 '조이시티'로 팬텀싱어2 이후 개설되었다. 이 외에도 공식 팬카페 관련 계정으로는 트위터, 인스타그램 계정이 있다.